# Charles Colbert de Croissy
Charles Colbert de Croissy (Reims, 5 agosto 1629 – Versailles, 28 luglio 1696) è stato un politico e diplomatico francese.

## Biografia
Colbert nacque a Reims. Come suo fratello maggiore Jean-Baptiste Colbert, iniziò la sua carriera nell'ufficio del ministro della guerra Le Tellier.
Nel 1656 acquistò un seggio come consigliere al parlamento di Metz e nel 1658 fu nominato intendente dell'Alsazia e presidente del neocostituito consiglio sovrano dell'Alsazia. In questa posizione dovette riorganizzare il territorio recentemente annesso alla Francia. Il costante sostegno di suo fratello a corte gli procurò diverse missioni diplomatiche in Germania e in Italia (1659-1661). Nel 1662 divenne marchese di Croissy e président à mortier del parlamento di Metz.
Dopo varie intendente a Soissons (1665), Amiens (1666) e Parigi (1667), si dedicò definitivamente alla diplomazia. Nel 1668 rappresentò la Francia alla conferenza di Aquisgrana e, nell'agosto dello stesso anno, fu inviato come ambasciatore alla corte di San Giacomo a Londra, dove negoziò il definitivo Trattato di Dover con Carlo II d'Inghilterra (1630-1685). Organizzò l'incontro a Dover sul Canale della Manica tra il re Carlo e sua sorella Enrichetta d'Orléans, si guadagnò il favore personale del re trovandogli un'amante, Louise de Kéroualle, dama d'onore di Madame, e lo convinse a dichiarare la Terza guerra anglo-olandese contro la Repubblica Olandese.
La negoziazione del Trattato di Nimega (1676-1678) accrebbe ulteriormente la sua reputazione di diplomatico e il re Luigi XIV (1638-1715) lo nominò segretario di stato per gli affari esteri della Francia dopo la caduta in disgrazia di Simon Arnauld de Pomponne, provocata da suo fratello nel 1679. Assunse immediatamente la piena direzione della diplomazia reale francese. Gli ambasciatori stranieri non venivano più ricevuti e le istruzioni diplomatiche non venivano più impartite da altri segretari di stato. Fu lui, e non de Louvois, a concepire l'idea dell'annessione in tempo di pace attraverso le camere di riunione. Aveva delineato questo piano già nel 1658 in relazione all'Alsazia. La sua politica iniziale era mantenere i territori annessi senza dichiarare guerra, e a tal fine firmò trattati di alleanza con l'elettore di Brandeburgo (1681) e con la Danimarca (1683); ma i disordini seguiti alla revoca dell'Editto di Nantes (1685) lo costrinsero ad abbandonare il suo progetto e a prepararsi alla guerra con la Germania (1688). Le trattative di pace erano già state riprese quando morì al Palazzo di Versailles, nei pressi di Parigi, il 28 luglio 1696. Il suo assistente era il segretario Bergeret.